# Neoregelia smithii
Neoregelia smithii là một loài thực vật có hoa trong họ Bromeliaceae. Loài này được W.Weber mô tả khoa học đầu tiên năm 1982.